# Human Practice Foundation

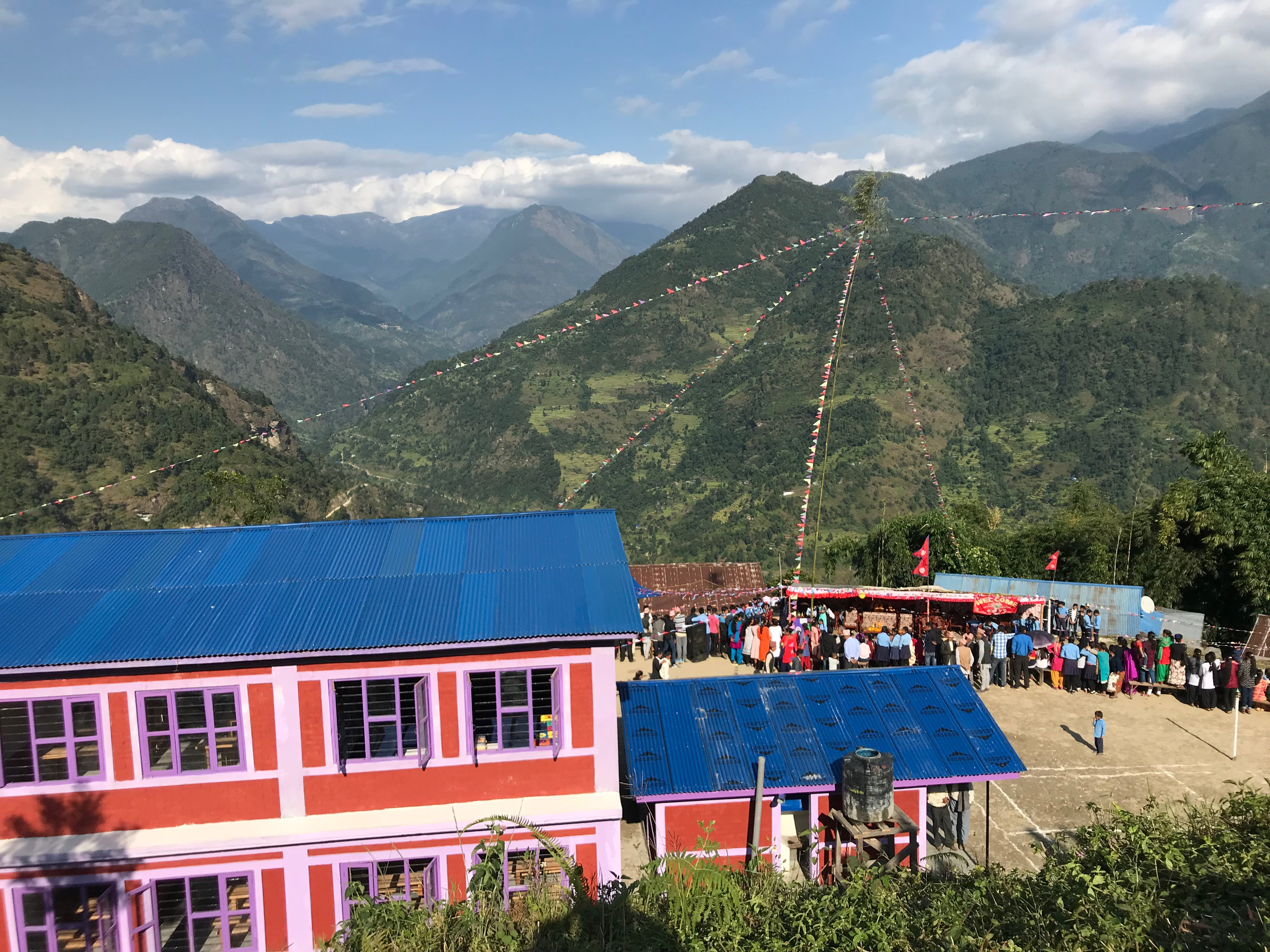
En typisk skola byggd av HPF, belägen i Taplejungdistriktet, östra Nepal.

Human Practice Foundation (HPF) är en dansk icke-statlig organisation som grundades 2014. Organisationen verkar för ekonomisk utveckling och välgörenhet i underutvecklade områden i Nepal och Kenya, främst genom improviserad utbildning för barn samt projekt som stöttar lokala kaffe- och tebönder. HPF:s huvudkontor ligger i Köpenhamn och har 6 anställda. I Danmark består organisationens verksamhet i huvudsak med verksamhetsstyrning, informationsspridning och insamling. I Nepal finns cirka 20 anställda och förutom ett kontor i huvudstaden Katmandu finns även ett regionalkontor i Taplejungdistriktet, där en majoritet av organisationens projekt utförs. Organisationen har även ett antal projekt i Merudistriktet i Kenya, men har i nuläget (2019) inget kontor i landet.

## Program och finansiering
Human Practice Foundation är för närvarande verksam i Nepal och Kenya.
Organisationens projekt består till stor del för förbättringen av utbildningsresurser för elever i underutvecklade områden, vilket inkluderar ombygge, renovering eller nybygge av skolbyggnader samt lärarutbildning. 
HPF har även ett projekt med 500 lokala te- och kaffebönder i både Nepal och Kenya. Detta projekt utförs genom att delvis lära ut jordbruksmetoder, och även att hjälpa bönderna marknadsföra samt kommersialisera deras kaffe-/teproduktion.
I juni 2019 hade HPF byggt färdigt 59 skolor med sammanlagt 27.000 elever, och ett totalt värde av 57 miljoner danska kronor från donationer sedan organisationen grundades.

### Finansiering
HPF:s projekt finansieras till störst del genom donationer av privata individer. Organisationen har vad de kallar för "100%-modellen", vilket innebär att hela värdet av donationen som ges går till slutmottagaren.  HPF har dessutom en grupp personer (som organisationen kallar "Founding Fathers") stående för alla administrativa kostnader.